# BMW serije 7
BMW serije 7 je automobil iz gornje klase njemačke marke BMW i proizvodi se od 1977. godine. Krajem 2008. u proizvodnju je krenula peta generacija.

## Prva generacija (E23)
Prva generacija, model E23 se proizvodila od 1977. godine do 1986. godine.

## Druga generacija (E32)
Druga generacija, model E32 se proizvodila od 1986. godine do 1994. godine.

## Treća generacija (E38)
Treća generacija, model E38 se proizvodila od 1994. godine do 2001. godine.Facelift je uradjen 1998. godine. 

## Četvrta generacija (E65/66/67/68)
Četvrta generacija, model E65 i njegova duža verzija E66 se proizvodi od 2001. godine. E67 označava verziju sa zaštitama od vatrenog i kemijskog oružja, a E68 verziju pogonjenu na vodik. Od predstavljanja dobivao je velike kritike na račun dizajna. Prodaja u Europi je počela u studenom 2001., a tri godine poslije je doživio redizajn kojim su kritike ublažene. Osim dizajna velika kritika je upućena i iDrive tehnologiji za koju su mnogi novinari rekli da je komplicirana. E65 serija 7 je prvi automobil s 6 automatskim mjenjačem u svijetu, dok je prethodna generacija imala opciju ručnih i automatskih mjenjača i sportski izgled nova serija 7 je krenula u drugačijem smjeru. E65 generacija je 100% usredotočena na novo 21. stoljeće, dizajn je totalno drugačiji izvana i iznutra, cijeli automobil je okrenut tehnologiji i komforu, 6 automatski mjenjač je jedini u ponudi, a cijeli model je veći i teži od prethodnika. Snaga motora u ovoj seriji 7 je od 218 do 445 ks.

### Motori
Od samog početka u ponudi su bili 735i/Li,745i/Li a kasnije su predstavljene 730i/Li, 740i/Li, 750i/Li, 760i/Li, 730d/Ld, 740d/Ld i 745d inačice.
730i/Li (2003-2008)

Najslabiji benzinac u seriji 7 je predstavljen 2003. godine, opremljen je rednim 6 M54B30 motorem. Od 2005 godine motor je N52B30 snage 258 ks.
735i/Li (2001-2003)

N62B36 V8 motor je debitirao u 735 modelu, to je ujedno i jedini automobil u kojem se B36 inačica koristila.
740i/Li (2005-2008)

2005. godine je predstavljen 740 model pogonjen B40 verzijom N62 motora.
745i/Li (2001-2005)

N62B44 motor je bio zadužen za 745 model.
750i/Li (2005-2008)

Najjača inačica V8 motora odnosno N62B48 se ugrađivala u ovaj model.
760i/Li (2003-2008)

Novi N73 V12 motor je korišten za najjači model. 760 je ubrzavao do 100 km/h za 5,5 sekundi.
730d/Ld (2002-2008)

Osnovni dizel je imao M57 motor 218 ks, 2005. godine je nadograđen na 231 ks i od tada se 730 prodaje i u L izvedbi.
740d/Ld (2002-2005)

740 je imao V8 M67 dizelski motor obujma 4 litre, omogućavao je 258 konjske snage koje su jednostavno postale bespotrebne 2005. godine. Novi redni šest dizel je došao u 730d model i sa svojih ekonomičnijih 231 ks i lakše konstrukcije je označio kraj 740d modela.
745d/Ld (2005-2008)

Najjači dizelaš je imao top verziju M67 motora. 2005. godine imao je 300 ks a od 2006 745d model ima 330 ks.

### Mjenjači
Mjenjači u novoj seriji 7 su samo automatski s 6 stupnjeva.

### Osnovne Specifikacije
| Motor                   | Mjenjač | Snaga (KS) | Okr. moment (Nm) | Grad      | Cesta   | Kombinirano | Max. brzina | 0-100 km/h u sek. | Težina (kg) |  |
| ----------------------- | ------- | ---------- | ---------------- | --------- | ------- | ----------- | ----------- | ----------------- | ----------- |  |
| 730i/Li 3,0 L           | 6A      | 231        | 300              | /         | /       | 10,7/10,8   | 237         | 8,3/8,3           | 1805/1820   |  |
| 735i/Li 3,6 L           | 6A      | 272        | 360              | /         | /       | 10,7/10,9   | 250         | 7,5/7,5           | 1840/1900   |  |
| 740i/Li 3,0 L           | 6A      | 306        | 390              | 16,3/16,3 | 8,2/8,2 | 11,2/11,2   | 250         | 6,8/6,9           | 1970/2010   |  |
| 745i/Li 4,4 L           | 6A      | 333        | 450              | /         | /       | 10,9/11,2   | 250         | 6,3/6,3           | 1870/1950   |  |
| 750i/Li 4,8 L           | 6A      | 367        | 490              | 16,9/16,9 | 8,3/8,3 | 11,4/11,4   | 250         | 5,9/6,0           | 1985/2025   |  |
| 760i/Li 6,0 L           | 6A      | 445        | 600              | 20,7/20,7 | 9,5/9,5 | 13,6/13,6   | 250         | 5,5/5,6           | 2180/2255   |  |
| 2002-2005 730d 3,0 L    | 6A      | 218        | 500              | /         | /       | 8,6         | 235         | 8,0               | 1975        |  |
| 2005-2008 730d/Ld 3,0 L | 6A      | 231        | 520              | 10,9/11,0 | 6,2/6,3 | 7,9/8,0     | 238         | 7,8/7,9           | 1975/2015   |  |
| 740d 3,9 L              | 6A      | 258        | 600              | /         | /       | 9,8         | 250         | 7,4               | 2090        |  |
| 2005-2006 745d 4,4 L    | 6A      | 300        | 700              | /         | /       | /           | 250         | /                 | /           |  |
| 2005-2008 745d 4,4 L    | 6A      | 330        | 750              | 12,8      | 6,8     | 9,0         | 250         | 6,6               | 2115        |  |

- E65 (2001. - 2004.)
- E65 (2001. - 2004.)
- E65 facelift (2005.-2008)
- E65 facelift (2005.-2008)
- E66 (2001. - 2004.)
- E66 facelift (2005.-2008)

### Detaljne Specifikacije

#### Modeli poslije facelifta
| Model |
| --- |
| 730i Dimenzije/Težina duljina/širina/međuosovinski razmak (mm) - 5039 / 1902 / 2990 Masa neopterećenog vozila EU (kg) - 1880 Dopušteno opterećenje (kg) - 580 Najveća dopuštena masa (kg) - 2385 Dopušteno opterećenje prednje i stražnje osovine (kg) - 1105 / 1340 Motor/Mjenjač Cilindri/ventili - 6/4 Obujam u ccm - 2996 Hod/promjer u mm - 88,0/85,0 Najveća snaga u kW pri 1/min - 190 (258)/6600 Najveći okretni moment u Nm pri 1/min - 300/2500-4000 Mjenjač - 6 Brzinski automatik Kotači Dimenzije prednjih guma - 245/55 R17 W Dimenzije stražnjih guma - 245/55 R17 W Dimenzije prednjih kotača - 8,0 J x 17 legura aluminja Dimenzije stražnjih lotača - 8,0 J x 17 legura aluminja Performanse Vuča (cw) - 0,29 Najveća brzina - 244 Ubrzanje 0 - 100 km/h (s) - 7,8 Ubrzanje 0 - 1000 m (s) - 27,6 Potrošnja goriva Gradska (l/100 km) 14,6 Izvan gradska (l/100 km) 7,5 Kombinirana (l/100 km) 10,1 Emisija CO2 (g/km) 241 Obujam spremnika goriva l (otprilike) 88          |
| 730Li Dimenzije/Težina duljina/širina/međuosovinski razmak (mm) - 5179 / 1902 / 3128 Masa neopterećenog vozila EU (kg) - 1910 Dopušteno opterećenje (kg) - 580 Najveća dopuštena masa (kg) - 2415 Dopušteno opterećenje prednje i stražnje osovine (kg) - 1120 / 1360 Motor/Mjenjač Cilindri/ventili - 6/4 Obujam u ccm - 2996 Hod/promjer u mm - 88,0/85,0 Najveća snaga u kW pri 1/min - 190 (258)/6600 Najveći okretni moment u Nm pri 1/min - 300/2500-4000 Mjenjač - 6 Brzinski automatik Kotači Dimenzije prednjih guma - 245/55 R17 W Dimenzije stražnjih guma - 245/55 R17 W Dimenzije prednjih kotača - 8,0 J x 17 legura aluminja Dimenzije stražnjih lotača - 8,0 J x 17 legura aluminja Performanse Vuča (cw) - 0,29 Najveća brzina - 244 Ubrzanje 0 - 100 km/h (s) - 7,9 Ubrzanje 0 - 1000 m (s) - 27,7 Potrošnja goriva Gradska (l/100 km) 14,6 Izvan gradska (l/100 km) 7,5 Kombinirana (l/100 km) 10,1 Emisija CO2 (g/km) 242 Obujam spremnika goriva l (otprilike) 88         |
| 740i Dimenzije/Težina duljina/širina/međuosovinski razmak (mm) - 5039 / 1902 / 2990 Masa neopterećenog vozila EU (kg) - 1970 Dopušteno opterećenje (kg) - 580 Najveća dopuštena masa (kg) - 2475 Dopušteno opterećenje prednje i stražnje osovine (kg) - 1185 / 1360 Motor/Mjenjač Cilindri/ventili - 8/4 Obujam u ccm - 4000 Hod/promjer u mm - 84,1/87,0 Najveća snaga u kW pri 1/min - 225 (306)/6300 Najveći okretni moment u Nm pri 1/min - 390/3500 Mjenjač - 6 Brzinski automatik Kotači Dimenzije prednjih guma - 245/55 R17 W Dimenzije stražnjih guma - 245/55 R17 W Dimenzije prednjih kotača - 8,0 J x 17 legura aluminja Dimenzije stražnjih lotača - 8,0 J x 17 legura aluminja Performanse Vuča (cw) - 0,29 Najveća brzina - 250 Ubrzanje 0 - 100 km/h (s) - 6,8 Ubrzanje 0 - 1000 m (s) - 27,0 Potrošnja goriva Gradska (l/100 km) 16,3 Izvan gradska (l/100 km) 8,2 Kombinirana (l/100 km) 11,2 Emisija CO2 (g/km) 267 Obujam spremnika goriva l (otprilike) 88               |
| 740Li Dimenzije/Težina duljina/širina/međuosovinski razmak (mm) - 5179 / 1902 / 3128 Masa neopterećenog vozila EU (kg) - 2010 Dopušteno opterećenje (kg) - 580 Najveća dopuštena masa (kg) - 2515 Dopušteno opterećenje prednje i stražnje osovine (kg) - 1205 / 1380 Motor/Mjenjač Cilindri/ventili - 8/4 Obujam u ccm - 4000 Hod/promjer u mm - 84,1/87,0 Najveća snaga u kW pri 1/min - 225 (306)/6300 Najveći okretni moment u Nm pri 1/min - 390/3500 Mjenjač - 6 Brzinski automatik Kotači Dimenzije prednjih guma - 245/55 R17 W Dimenzije stražnjih guma - 245/55 R17 W Dimenzije prednjih kotača - 8,0 J x 17 legura aluminja Dimenzije stražnjih lotača - 8,0 J x 17 legura aluminja Performanse Vuča (cw) - 0,29 Najveća brzina - 250 Ubrzanje 0 - 100 km/h (s) - 6,9 Ubrzanje 0 - 1000 m (s) - 27,1 Potrošnja goriva Gradska (l/100 km) 16,3 Izvan gradska (l/100 km) 8,2 Kombinirana (l/100 km) 11,2 Emisija CO2 (g/km) 268 Obujam spremnika goriva l (otprilike) 88              |
| 750i Dimenzije/Težina duljina/širina/međuosovinski razmak (mm) - 5039 / 1902 / 2990 Masa neopterećenog vozila EU (kg) - 1985 Dopušteno opterećenje (kg) - 580 Najveća dopuštena masa (kg) - 2490 Dopušteno opterećenje prednje i stražnje osovine (kg) - 1185 / 1360 Motor/Mjenjač Cilindri/ventili - 8/4 Obujam u ccm - 4799 Hod/promjer u mm - 88,3/93,0 Najveća snaga u kW pri 1/min - 270 (367)/6300 Najveći okretni moment u Nm pri 1/min - 490/3400 Mjenjač - 6 Brzinski automatik Kotači Dimenzije prednjih guma - 245/55 R17 W Dimenzije stražnjih guma - 245/55 R17 W Dimenzije prednjih kotača - 8,0 J x 17 legura aluminja Dimenzije stražnjih lotača - 8,0 J x 17 legura aluminja Performanse Vuča (cw) - 0,29 Najveća brzina - 250 Ubrzanje 0 - 100 km/h (s) - 5,9 Ubrzanje 0 - 1000 m (s) - 25,1 Potrošnja goriva Gradska (l/100 km) 16,9 Izvan gradska (l/100 km) 8,3 Kombinirana (l/100 km) 11,4 Emisija CO2 (g/km) 271 Obujam spremnika goriva l (otprilike) 88               |
| 750Li Dimenzije/Težina duljina/širina/međuosovinski razmak (mm) - 5179 / 1902 / 3128 Masa neopterećenog vozila EU (kg) - 2025 Dopušteno opterećenje (kg) - 580 Najveća dopuštena masa (kg) - 2530 Dopušteno opterećenje prednje i stražnje osovine (kg) - 1205 / 1380 Motor/Mjenjač Cilindri/ventili - 8/4 Obujam u ccm - 4799 Hod/promjer u mm - 88,3/93,0 Najveća snaga u kW pri 1/min - 270 (367)/6300 Najveći okretni moment u Nm pri 1/min - 490/3400 Mjenjač - 6 Brzinski automatik Kotači Dimenzije prednjih guma - 245/55 R17 W Dimenzije stražnjih guma - 245/55 R17 W Dimenzije prednjih kotača - 8,0 J x 17 legura aluminja Dimenzije stražnjih lotača - 8,0 J x 17 legura aluminja Performanse Vuča (cw) - 0,29 Najveća brzina - 250 Ubrzanje 0 - 100 km/h (s) - 6,0 Ubrzanje 0 - 1000 m (s) - 25,2 Potrošnja goriva Gradska (l/100 km) 16,9 Izvan gradska (l/100 km) 8,3 Kombinirana (l/100 km) 11,4 Emisija CO2 (g/km) 272 Obujam spremnika goriva l (otprilike) 88              |
| 760i Dimenzije/Težina duljina/širina/međuosovinski razmak (mm) - 5039 / 1902 / 2990 Masa neopterećenog vozila EU (kg) - 2180 Dopušteno opterećenje (kg) - 540 Najveća dopuštena masa (kg) - 2645 Dopušteno opterećenje prednje i stražnje osovine (kg) - 1270 / 1400 Motor/Mjenjač Cilindri/ventili - 12/4 Obujam u ccm - 5972 Hod/promjer u mm - 80,0/89,0 Najveća snaga u kW pri 1/min - 327 (445)/6000 Najveći okretni moment u Nm pri 1/min - 600/3950 Mjenjač - 6 Brzinski automatik Kotači Dimenzije prednjih guma - 245/50 R18 W Dimenzije stražnjih guma - 245/50 R18 W Dimenzije prednjih kotača - 8,0 J x 18 legura aluminja Dimenzije stražnjih lotača - 8,0 J x 18 legura aluminja Performanse Vuča (cw) - 0.29 Najveća brzina - 250 Ubrzanje 0 - 100 km/h (s) - 5,5 Ubrzanje 0 - 1000 m (s) - 24,6 Potrošnja goriva Gradska (l/100 km) 20,7 Izvan gradska (l/100 km) 9,5 Kombinirana (l/100 km) 13,6 Emisija CO2 (g/km) 327 Obujam spremnika goriva l (otprilike) 88              |
| 760Li Dimenzije/Težina duljina/širina/međuosovinski razmak (mm) - 5179 / 1902 / 3128 Masa neopterećenog vozila EU (kg) - 2255 Dopušteno opterećenje (kg) - 500 Najveća dopuštena masa (kg) - 2680 Dopušteno opterećenje prednje i stražnje osovine (kg) - 1294 / 1410 Motor/Mjenjač Cilindri/ventili - 12/4 Obujam u ccm - 5972 Hod/promjer u mm - 80,0/89,0 Najveća snaga u kW pri 1/min - 327 (445)/6000 Najveći okretni moment u Nm pri 1/min - 600/3950 Mjenjač - 6 Brzinski automatik Kotači Dimenzije prednjih guma - 245/50 R18 W Dimenzije stražnjih guma - 245/50 R18 W Dimenzije prednjih kotača - 8,0 J x 18 legura aluminja Dimenzije stražnjih lotača - 8,0 J x 18 legura aluminja Performanse Vuča (cw) - 0.29 Najveća brzina - 250 Ubrzanje 0 - 100 km/h (s) - 5,6 Ubrzanje 0 - 1000 m (s) - 24,8 Potrošnja goriva Gradska (l/100 km) 20,7 Izvan gradska (l/100 km) 9,5 Kombinirana (l/100 km) 13,6 Emisija CO2 (g/km) 327 Obujam spremnika goriva l (otprilike) 88             |
| 730d Dimenzije/Težina duljina/širina/međuosovinski razmak (mm) - 5039 / 1902 / 2990 Masa neopterećenog vozila EU (kg) - 1975 Dopušteno opterećenje (kg) - 580 Najveća dopuštena masa (kg) - 2480 Dopušteno opterećenje prednje i stražnje osovine (kg) - 1190 / 1360 Motor/Mjenjač Cilindri/ventili - 6/4 Obujam u ccm - 2993 Hod/promjer u mm - 90,0/84,0 Najveća snaga u kW pri 1/min - 170 (231)/4000 Najveći okretni moment u Nm pri 1/min - 520/2000-2750 Mjenjač - 6 Brzinski automatik Kotači Dimenzije prednjih guma - 245/55 R17 W Dimenzije stražnjih guma - 245/55 R17 W Dimenzije prednjih kotača - 8,0 J x 17 legura aluminja Dimenzije stražnjih lotača - 8,0 J x 17 legura aluminja Performanse Vuča (cw) - 0,29 Najveća brzina - 238 Ubrzanje 0 - 100 km/h (s) - 7,8 Ubrzanje 0 - 1000 m (s) - 28,0 Potrošnja goriva Gradska (l/100 km) 10,9 Izvan gradska (l/100 km) 6,2 Kombinirana (l/100 km) 7,9 Emisija CO2 (g/km) 210 Obujam spremnika goriva l (otprilike) 88           |
| 730Ld Dimenzije/Težina duljina/širina/međuosovinski razmak (mm) - 5179 / 1902 / 3128 Masa neopterećenog vozila EU (kg) - 2015 Dopušteno opterećenje (kg) - 580 Najveća dopuštena masa (kg) - 2520 Dopušteno opterećenje prednje i stražnje osovine (kg) - 1190 / 1390 Motor/Mjenjač Cilindri/ventili - 6/4 Obujam u ccm - 2993 Hod/promjer u mm - 90,0/84,0 Najveća snaga u kW pri 1/min - 170 (231)/4000 Najveći okretni moment u Nm pri 1/min - 520/2000-2750 Mjenjač - 6 Brzinski automatik Kotači Dimenzije prednjih guma - 245/55 R17 W Dimenzije stražnjih guma - 245/55 R17 W Dimenzije prednjih kotača - 8,0 J x 17 legura aluminja Dimenzije stražnjih lotača - 8,0 J x 17 legura aluminja Performanse Vuča (cw) - 0,29 Najveća brzina - 238 Ubrzanje 0 - 100 km/h (s) - 7,9 Ubrzanje 0 - 1000 m (s) - 28,1 Potrošnja goriva Gradska (l/100 km) 11,0 Izvan gradska (l/100 km) 6,3 Kombinirana (l/100 km) 8,0 Emisija CO2 (g/km) 212 Obujam spremnika goriva l (otprilike) 88          |
| 2006-2008 745d Dimenzije/Težina duljina/širina/međuosovinski razmak (mm) - 5039 / 1902 / 2990 Masa neopterećenog vozila EU (kg) - 2115 Dopušteno opterećenje (kg) - 580 Najveća dopuštena masa (kg) - 2620 Dopušteno opterećenje prednje i stražnje osovine (kg) - 1275 / 1400 Motor/Mjenjač Cilindri/ventili - 8/4 Obujam u ccm - 4423 Hod/promjer u mm - 93,0/87,0 Najveća snaga u kW pri 1/min - 242 (330)/3800 Najveći okretni moment u Nm pri 1/min - 750/1900-2500 Mjenjač - 6 Brzinski automatik Kotači Dimenzije prednjih guma - 245/50 R18 W Dimenzije stražnjih guma - 245/50 R18 W Dimenzije prednjih kotača - 8,0 J x 18 legura aluminja Dimenzije stražnjih lotača - 8,0 J x 18 legura aluminja Performanse Vuča (cw) - 0,29 Najveća brzina - 250 Ubrzanje 0 - 100 km/h (s) - 6,6 Ubrzanje 0 - 1000 m (s) - 26,0 Potrošnja goriva Gradska (l/100 km) 12,8 Izvan gradska (l/100 km) 6,8 Kombinirana (l/100 km) 9,0 Emisija CO2 (g/km) 239 Obujam spremnika goriva l (otprilike) 88 |

## Peta generacija (F01/02)
BMW od rujna 2008. proizvodi petu generaciju serije 7, nazvanu F01. Dizajniran je konzervativnije od svoga prethodnika. Verzija s 140 mm dužim međusovinskim razmakom nazvana je F02. Službeno je predstavljena na Crvenom trgu u Rusiji 8.7.2008.
I ova generacija poput prošle donosi mnoge inovacije i tehnologije. Također nova generacija iDrive tehnologije je ugrađena u ovu seriju 7.
xDrive je dostupan na 740d i 750i/Li modelima. Poput prethodne i ova serija 7 je dostupna samo s automatskim mjenjačima, E65 je prvi automobil s 6 automatskim mjenjačem a F01 prvi s 8 automatskim mjenjačem na svijetu. Novi 760 model pokreće novi V12 motor snage 544 ks, to je u odnosu na prošli 760 model 99 konjskih snaga više. Međuosovinski razmak je 3070 milimetara.

### Motori -Lista BMW motora
U početku su u ponudi bili 740,750 benzinci i 730 dizelaš s tim da je 730d tek kasnije dostupan u L inačici. 730i model s atmnosferskim motorom je dostupan za Azijsko tržište.
740i/Li

Za ovu inačicu je zaslužen N54 redni 6 twin-turbo motor. U odnosu na inačicu u 2006 335i koja razvija 306 ks za seriju 7 je nadograđen na 326 ks.
750i/Li

Koristi isti motor kao i najjači modeli X5/X6 i 550i odnosno N63 TwinTurbo V8 4,4 litre snage 407 ks.
760i/Li

Najjači model je opremljen novim N74 V12 6,0 litrenim twin-turbo motorom. Razvija 544 ks i do 100 km/h ubrzava za 4,6 sekunde i do pojave F10 M5 modela je bio najbrži BMW u ponudi.
730d/Ld

Osnovni dizelaš koristi N57 motor snage 245 ks.
740d

Najjači dizelski model koristi najjaču inačicu N57 motora koja razvija 306 ks. 740d nije dostupan u L izvedbi.

### Mjenjači
Mjenjači u novoj seriji 7 su automatski s 6 ili 8 stupnjeva.

### Osnovne Specifikacije
| Motor                  | Mjenjač | Snaga (KS) | Okr. moment (Nm) | Grad | Cesta | Kombinirano | Max. brzina | 0-100 km/h u sek. | Težina (kg) |  |
| ---------------------- | ------- | ---------- | ---------------- | ---- | ----- | ----------- | ----------- | ----------------- | ----------- |  |
| 740i 3,0 L N54         | 6A      | 326        | 450              | 13,8 | 7,6   | 9,9         | 250         | 5,9               | 1935        |  |
| 740Li 3,0 L N54        | 6A      | 326        | 450              | 14,0 | 7,7   | 10,0        | 250         | 6,0               | 1970        |  |
| 750i 4,4 L N63         | 6A      | 407        | 600              | 16,4 | 8,5   | 11,4        | 250         | 5,2               | 2020        |  |
| 750Li 4,4 L N63        | 6A      | 407        | 600              | 16,4 | 8,5   | 11,4        | 250         | 5,3               | 2055        |  |
| 750i xDrive 4,4 L N63  | 6A      | 407        | 600              | 17,1 | 8,9   | 11,9        | 250         | 5,1               | 2105        |  |
| 750Li xDrive 4,4 L N63 | 6A      | 407        | 600              | 17,1 | 8,9   | 11,9        | 250         | 5,1               | 2135        |  |
| 760i 6,0 L N74         | 8A      | 544        | 750              | 18,8 | 9,5   | 12,9        | 250         | 4,6               | 2180        |  |
| 760Li 6,0 L N74        | 8A      | 544        | 750              | 18,9 | 9,6   | 13,0        | 250         | 4,6               | 2250        |  |

| Motor                 | Mjenjač | Snaga (KS) | Okr. moment (Nm) | Grad | Cesta | Kombinirano | Max. brzina | 0-100 km/h u sek. | Težina (kg) |  |
| --------------------- | ------- | ---------- | ---------------- | ---- | ----- | ----------- | ----------- | ----------------- | ----------- |  |
| 730d 3,0 L N57        | 6A      | 245        | 510              | 9,0  | 5,5   | 6,8         | 245         | 7,2               | 1940        |  |
| 730Ld 3,0 L N57       | 6A      | 245        | 510              | 9,1  | 5,6   | 6,9         | 245         | 7,3               | 1975        |  |
| 740d 3,0 L N57        | 6A      | 306        | 600              | 9,0  | 5,7   | 6,9         | 250         | 6,3               | 1950        |  |
| 740d xDrive 3,0 L N57 | 6A      | 306        | 600              | 8,8  | 5,9   | 7,0         | 250         | 6,0               | 2025        |  |

### Detaljne Specifikacije

#### Benzinski modeli
| Model |
| --- |
| 740i Dimenzije/Težina duljina/širina/visina/međuosovinski razmak (mm) - 5072 / 1902 / 1479 / 3070 Visina od tla/ (mm) - 144 Krug okretanja (m) - 12,2 Masa neopterećenog vozila EU (kg) - 1935 Dopušteno opterećenje (kg) - 645 Najveća dopuštena masa (kg) - 2505 Dopušteno opterećenje prednje i stražnje osovine (kg) - 1200 / 1365 Kapacitet prtljažnika (l) - 500 Motor/Mjenjač Ulje motora (l) - 6,5 Cilindri/ventili - 6/4 Obujam u ccm - 2979 Hod/promjer u mm - 89,6/84,0 Najveća snaga u kW pri 1/min - 235 (326)/5800 Najveći okretni moment u Nm pri 1/min - 450/1500-4500 Mjenjač - 6 Brzinski automatik Kotači Dimenzije prednjih guma - 245/50 R18 100Y RSC Dimenzije stražnjih guma - 245/50 R18 100Y RSC Dimenzije prednjih kotača - 8,0 J x 18 legura aluminja Dimenzije stražnjih lotača - 8,0 J x 18 legura aluminja Performanse Vuča (cw) - 0,30 Najveća brzina - 250 Ubrzanje 0 - 100 km/h (s) - 5,9 Ubrzanje 0 - 1000 m (s) - 25,5 Potrošnja goriva Gradska (l/100 km) 13,8 Izvan gradska (l/100 km) 7,6 Kombinirana (l/100 km) 9,9 Emisija CO2 (g/km) 232 Obujam spremnika goriva l (otprilike) 82                |
| 740Li Dimenzije/Težina duljina/širina/visina/međuosovinski razmak (mm) - 5212 / 1902 / 1478 / 3210 Visina od tla/ (mm) - 147 Krug okretanja (m) - 12,7 Masa neopterećenog vozila EU (kg) - 1970 Dopušteno opterećenje (kg) - 630 Najveća dopuštena masa (kg) - 2525 Dopušteno opterećenje prednje i stražnje osovine (kg) - 1210 / 1375 Kapacitet prtljažnika (l) - 500 Motor/Mjenjač Ulje motora (l) - 6,5 Cilindri/ventili - 6/4 Obujam u ccm - 2979 Hod/promjer u mm - 89,6/84,0 Najveća snaga u kW pri 1/min - 235 (326)/5800 Najveći okretni moment u Nm pri 1/min - 450/1500-4500 Mjenjač - 6 Brzinski automatik Kotači Dimenzije prednjih guma - 245/50 R18 100Y RSC Dimenzije stražnjih guma - 245/50 R18 100Y RSC Dimenzije prednjih kotača - 8,0 J x 18 legura aluminja Dimenzije stražnjih lotača - 8,0 J x 18 legura aluminja Performanse Vuča (cw) - 0,30 Najveća brzina - 250 Ubrzanje 0 - 100 km/h (s) - 6,0 Ubrzanje 0 - 1000 m (s) - 24,8 Potrošnja goriva Gradska (l/100 km) 14,0 Izvan gradska (l/100 km) 7,7 Kombinirana (l/100 km) 10,0 Emisija CO2 (g/km) 235 Obujam spremnika goriva l (otprilike) 82              |
| 750i Dimenzije/Težina duljina/širina/visina/međuosovinski razmak (mm) - 5072 / 1902 / 1479 / 3070 Visina od tla/ (mm) - 144 Krug okretanja (m) - 12,2 Masa neopterećenog vozila EU (kg) - 2020 Dopušteno opterećenje (kg) - 630 Najveća dopuštena masa (kg) - 2575 Dopušteno opterećenje prednje i stražnje osovine (kg) - 1270 / 1365 Kapacitet prtljažnika (l) - 500 Motor/Mjenjač Ulje motora (l) - 8,5 Cilindri/ventili - 8/4 Obujam u ccm - 4395 Hod/promjer u mm - 88,3/89,0 Najveća snaga u kW pri 1/min - 300 (407)/5500-6400 Najveći okretni moment u Nm pri 1/min - 600/1750-4500 Mjenjač - 6 Brzinski automatik Kotači Dimenzije prednjih guma - 245/50 R18 100Y RSC Dimenzije stražnjih guma - 245/50 R18 100Y RSC Dimenzije prednjih kotača - 8,0 J x 18 legura aluminja Dimenzije stražnjih lotača - 8,0 J x 18 legura aluminja Performanse Vuča (cw) - 0,31 Najveća brzina - 250 Ubrzanje 0 - 100 km/h (s) - 5,2 Ubrzanje 0 - 1000 m (s) - 24,1 Potrošnja goriva Gradska (l/100 km) 16,4 Izvan gradska (l/100 km) 8,5 Kombinirana (l/100 km) 11,4 Emisija CO2 (g/km) 266 Obujam spremnika goriva l (otprilike) 82          |
| 750i xDrive Dimenzije/Težina duljina/širina/visina/međuosovinski razmak (mm) - 5072 / 1902 / 1479 / 3070 Visina od tla/ (mm) - 148 Krug okretanja (m) - 12,5 Masa neopterećenog vozila EU (kg) - 2105 Dopušteno opterećenje (kg) - 630 Najveća dopuštena masa (kg) - 2660 Dopušteno opterećenje prednje i stražnje osovine (kg) - 1335 / 1415 Kapacitet prtljažnika (l) - 500 Motor/Mjenjač Ulje motora (l) - 8,5 Cilindri/ventili - 8/4 Obujam u ccm - 4,395 Hod/promjer u mm - 88,3/89,0 Najveća snaga u kW pri 1/min - 300 (407)/5500-6400 Najveći okretni moment u Nm pri 1/min - 600/1750-4500 Mjenjač - 6 Brzinski automatik Kotači Dimenzije prednjih guma - 245/50 R18 100Y RSC Dimenzije stražnjih guma - 245/50 R18 100Y RSC Dimenzije prednjih kotača - 8,0 J x 18 legura aluminja Dimenzije stražnjih lotača - 8,0 J x 18 legura aluminja Performanse Vuča (cw) - 0,31 Najveća brzina - 250 Ubrzanje 0 - 100 km/h (s) - 5,1 Ubrzanje 0 - 1000 m (s) - 24,0 Potrošnja goriva Gradska (l/100 km) 17,1 Izvan gradska (l/100 km) 8,9 Kombinirana (l/100 km) 11,9 Emisija CO2 (g/km) 278 Obujam spremnika goriva l (otprilike) 82  |
| 750Li Dimenzije/Težina duljina/širina/visina/međuosovinski razmak (mm) - 5212 / 1902 / 1478 / 3210 Visina od tla/ (mm) - 147 Krug okretanja (m) - 12,7 Masa neopterećenog vozila EU (kg) - 2055 Dopušteno opterećenje (kg) - 630 Najveća dopuštena masa (kg) - 2610 Dopušteno opterećenje prednje i stražnje osovine (kg) - 1280 / 1390 Kapacitet prtljažnika (l) - 500 Motor/Mjenjač Ulje motora (l) - 8,5 Cilindri/ventili - 8/4 Obujam u ccm - 4,395 Hod/promjer u mm - 88,3/89,0 Najveća snaga u kW pri 1/min - 300 (407)/5500-6400 Najveći okretni moment u Nm pri 1/min - 600/1750-4500 Mjenjač - 6 Brzinski automatik Kotači Dimenzije prednjih guma - 245/50 R18 100Y RSC Dimenzije stražnjih guma - 245/50 R18 100Y RSC Dimenzije prednjih kotača - 8,0 J x 18 legura aluminja Dimenzije stražnjih lotača - 8,0 J x 18 legura aluminja Performanse Vuča (cw) - 0,31 Najveća brzina - 250 Ubrzanje 0 - 100 km/h (s) - 5,3 Ubrzanje 0 - 1000 m (s) - 24,2 Potrošnja goriva Gradska (l/100 km) 16,4 Izvan gradska (l/100 km) 8,5 Kombinirana (l/100 km) 11,4 Emisija CO2 (g/km) 266 Obujam spremnika goriva l (otprilike) 82        |
| 750Li xDrive Dimenzije/Težina duljina/širina/visina/međuosovinski razmak (mm) - 5212 / 1902 / 1478 / 3210 Visina od tla/ (mm) - 148 Krug okretanja (m) - 13,0 Masa neopterećenog vozila EU (kg) - 2135 Dopušteno opterećenje (kg) - 630 Najveća dopuštena masa (kg) - 2690 Dopušteno opterećenje prednje i stražnje osovine (kg) - 1350 / 1435 Kapacitet prtljažnika (l) - 500 Motor/Mjenjač Ulje motora (l) - 8,5 Cilindri/ventili - 8/4 Obujam u ccm - 4,395 Hod/promjer u mm - 88,3/89,0 Najveća snaga u kW pri 1/min - 300 (407)/5500-6400 Najveći okretni moment u Nm pri 1/min - 600/1750-4500 Mjenjač - 6 Brzinski automatik Kotači Dimenzije prednjih guma - 245/50 R18 100Y RSC Dimenzije stražnjih guma - 245/50 R18 100Y RSC Dimenzije prednjih kotača - 8,0 J x 18 legura aluminja Dimenzije stražnjih lotača - 8,0 J x 18 legura aluminja Performanse Vuča (cw) - 0,31 Najveća brzina - 250 Ubrzanje 0 - 100 km/h (s) - 5,1 Ubrzanje 0 - 1000 m (s) - 24,0 Potrošnja goriva Gradska (l/100 km) 17,1 Izvan gradska (l/100 km) 8,9 Kombinirana (l/100 km) 11,9 Emisija CO2 (g/km) 278 Obujam spremnika goriva l (otprilike) 82 |
| 760i Dimenzije/Težina duljina/širina/visina/međuosovinski razmak (mm) - 5072 / 1902 / 1473 / 3070 Visina od tla/ (mm) - 149 Krug okretanja (m) - 12,2 Masa neopterećenog vozila EU (kg) - 2180 Dopušteno opterećenje (kg) - 590 Najveća dopuštena masa (kg) - 2695 Dopušteno opterećenje prednje i stražnje osovine (kg) - 1365 / 1440 Kapacitet prtljažnika (l) - 500 Motor/Mjenjač Ulje motora (l) - 10,5 Cilindri/ventili - 12/4 Obujam u ccm - 5972 Hod/promjer u mm - 80,0/89,0 Najveća snaga u kW pri 1/min - 400 (544)/5250 Najveći okretni moment u Nm pri 1/min - 750/1500-5000 Mjenjač - 8 Brzinski automatik Kotači Dimenzije prednjih guma - 245/50 R18 100Y RSC Dimenzije stražnjih guma - 245/50 R18 100Y RSC Dimenzije prednjih kotača - 8,0 J x 18 legura aluminja Dimenzije stražnjih lotača - 8,0 J x 18 legura aluminja Performanse Vuča (cw) - 0,31 Najveća brzina - 250 Ubrzanje 0 - 100 km/h (s) - 4,6 Ubrzanje 0 - 1000 m (s) - 22,5 Potrošnja goriva Gradska (l/100 km) 18,8 Izvan gradska (l/100 km) 9,5 Kombinirana (l/100 km) 12,9 Emisija CO2 (g/km) 299 Obujam spremnika goriva l (otprilike) 82             |
| 760Li Dimenzije/Težina duljina/širina/visina/međuosovinski razmak (mm) - 5212 / 1902 / 1484 / 3210 Visina od tla/ (mm) - 151 Krug okretanja (m) - 12,7 Masa neopterećenog vozila EU (kg) - 2250 Dopušteno opterećenje (kg) - 590 Najveća dopuštena masa (kg) - 2765 Dopušteno opterećenje prednje i stražnje osovine (kg) - 1365 / 1450 Kapacitet prtljažnika (l) - 500 Motor/Mjenjač Ulje motora (l) - 10,5 Cilindri/ventili - 12/4 Obujam u ccm - 5972 Hod/promjer u mm - 80,0/89,0 Najveća snaga u kW pri 1/min - 400 (544)/5250 Najveći okretni moment u Nm pri 1/min - 750/1500-5000 Mjenjač - 8 Brzinski automatik Kotači Dimenzije prednjih guma - 245/50 R18 100Y RSC Dimenzije stražnjih guma - 245/50 R18 100Y RSC Dimenzije prednjih kotača - 8,0 J x 18 legura aluminja Dimenzije stražnjih lotača - 8,0 J x 18 legura aluminja Performanse Vuča (cw) - 0,31 Najveća brzina - 250 Ubrzanje 0 - 100 km/h (s) - 4,6 Ubrzanje 0 - 1000 m (s) - 22,8 Potrošnja goriva Gradska (l/100 km) 18,9 Izvan gradska (l/100 km) 9,6 Kombinirana (l/100 km) 13,0 Emisija CO2 (g/km) 303 Obujam spremnika goriva l (otprilike) 82            |

#### Dizelski modeli
| Model |
| --- |
| 730d Dimenzije/Težina duljina/širina/visina/međuosovinski razmak (mm) - 5072 / 1902 / 1479 / 3070 Visina od tla/ (mm) - 141 Krug okretanja (m) - 12,2 Masa neopterećenog vozila EU (kg) - 1940 Dopušteno opterećenje (kg) - 640 Najveća dopuštena masa (kg) - 2505 Dopušteno opterećenje prednje i stražnje osovine (kg) - 1210 / 1355 Kapacitet prtljažnika (l) - 500 Motor/Mjenjač Ulje motora (l) - 7,2 Cilindri/ventili - 6/4 Obujam u ccm - 2993 Hod/promjer u mm - 90,0/84,0 Najveća snaga u kW pri 1/min - 180 (245)/4000 Najveći okretni moment u Nm pri 1/min - 540/1750-3000 Mjenjač - 6 Brzinski automatik Kotači Dimenzije prednjih guma - 245/55 R17 102W RSC Dimenzije stražnjih guma - 245/55 R17 102W RSC Dimenzije prednjih kotača - 8,0 J x 17 legura aluminja Dimenzije stražnjih lotača - 8,0 J x 17 legura aluminja Performanse Vuča (cw) - 0,29 Najveća brzina - 250 Ubrzanje 0 - 100 km/h (s) - 7,2 Ubrzanje 0 - 1000 m (s) - 27,3 Potrošnja goriva Gradska (l/100 km) 9,0 Izvan gradska (l/100 km) 5,5 Kombinirana (l/100 km) 6,8 Emisija CO2 (g/km) 178 Obujam spremnika goriva l (otprilike) 80        |
| 730Ld Dimenzije/Težina duljina/širina/visina/međuosovinski razmak (mm) - 5212 / 1902 / 1478 / 3210 Visina od tla/ (mm) - 147 Krug okretanja (m) - 12,7 Masa neopterećenog vozila EU (kg) - 1975 Dopušteno opterećenje (kg) - 630 Najveća dopuštena masa (kg) - 2530 Dopušteno opterećenje prednje i stražnje osovine (kg) - 1220 / 1370 Kapacitet prtljažnika (l) - 500 Motor/Mjenjač Ulje motora (l) - 7,2 Cilindri/ventili - 6/4 Obujam u ccm - 2993 Hod/promjer u mm - 90,0/84,0 Najveća snaga u kW pri 1/min - 180 (245)/4000 Najveći okretni moment u Nm pri 1/min - 540/1750-3000 Mjenjač - 6 Brzinski automatik Kotači Dimenzije prednjih guma - 245/55 R17 102W RSC Dimenzije stražnjih guma - 245/55 R17 102W RSC Dimenzije prednjih kotača - 8,0 J x 17 legura aluminja Dimenzije stražnjih lotača - 8,0 J x 17 legura aluminja Performanse Vuča (cw) - 0,29 Najveća brzina - 250 Ubrzanje 0 - 100 km/h (s) - 7,3 Ubrzanje 0 - 1000 m (s) - 27,5 Potrošnja goriva Gradska (l/100 km) 9,1 Izvan gradska (l/100 km) 5,6 Kombinirana (l/100 km) 6,9 Emisija CO2 (g/km) 180 Obujam spremnika goriva l (otprilike) 80       |
| 740d Dimenzije/Težina duljina/širina/visina/međuosovinski razmak (mm) - 5072 / 1902 / 1479 / 3070 Visina od tla/ (mm) - 148 Krug okretanja (m) - 12,2 Masa neopterećenog vozila EU (kg) - 1950 Dopušteno opterećenje (kg) - 630 Najveća dopuštena masa (kg) - 2505 Dopušteno opterećenje prednje i stražnje osovine (kg) - 1200 / 1375 Kapacitet prtljažnika (l) - 500 Motor/Mjenjač Ulje motora (l) - 7,2 Cilindri/ventili - 6/4 Obujam u ccm - 2993 Hod/promjer u mm - 90,0/84,0 Najveća snaga u kW pri 1/min - 225 (306)/4400 Najveći okretni moment u Nm pri 1/min - 600/1500-2500 Mjenjač - 6 Brzinski automatik Kotači Dimenzije prednjih guma - 245/50 R18 100Y RSC Dimenzije stražnjih guma - 245/50 R18 100Y RSC Dimenzije prednjih kotača - 8,0 J x 18 legura aluminja Dimenzije stražnjih lotača - 8,0 J x 18 legura aluminja Performanse Vuča (cw) - 0,30 Najveća brzina - 250 Ubrzanje 0 - 100 km/h (s) - 6,3 Ubrzanje 0 - 1000 m (s) - 26,0 Potrošnja goriva Gradska (l/100 km) 9,0 Izvan gradska (l/100 km) 5,7 Kombinirana (l/100 km) 6,9 Emisija CO2 (g/km) 181 Obujam spremnika goriva l (otprilike) 80        |
| 740d xDrive Dimenzije/Težina duljina/širina/visina/međuosovinski razmak (mm) - 5072 / 1902 / 1479 / 3070 Visina od tla/ (mm) - 148 Krug okretanja (m) - 12,5 Masa neopterećenog vozila EU (kg) - 2025 Dopušteno opterećenje (kg) - 630 Najveća dopuštena masa (kg) - 2580 Dopušteno opterećenje prednje i stražnje osovine (kg) - 1280 / 1400 Kapacitet prtljažnika (l) - 500 Motor/Mjenjač Ulje motora (l) - 7,2 Cilindri/ventili - 6/4 Obujam u ccm - 2993 Hod/promjer u mm - 90,0/84,0 Najveća snaga u kW pri 1/min - 225 (306)/4400 Najveći okretni moment u Nm pri 1/min - 600/1500-2500 Mjenjač - 6 Brzinski automatik Kotači Dimenzije prednjih guma - 245/50 R18 100Y RSC Dimenzije stražnjih guma - 245/50 R18 100Y RSC Dimenzije prednjih kotača - 8,0 J x 18 legura aluminja Dimenzije stražnjih lotača - 8,0 J x 18 legura aluminja Performanse Vuča (cw) - 0,30 Najveća brzina - 250 Ubrzanje 0 - 100 km/h (s) - 6,0 Ubrzanje 0 - 1000 m (s) - 25,8 Potrošnja goriva Gradska (l/100 km) 8,8 Izvan gradska (l/100 km) 5,9 Kombinirana (l/100 km) 7,0 Emisija CO2 (g/km) 183 Obujam spremnika goriva l (otprilike) 80 |

## Vanjska poveznica
- BMW Hrvatska